# Ras Alhague
Ras Alhague o Rasalhague es el nombre de la estrella α Ophiuchi (α Oph / 55 Ophiuchi), de magnitud aparente +2.08, y la más brillante de la constelación de Ofiuco, el portador de la serpiente.

## Nombre
Ras Alhague está situada en la cabeza de la figura, y de hecho su nombre proviene del árabe ra's al hawwa (‘la cabeza del encantador de serpientes’). En las tablas alfonsíes figura como Rasalauge, siendo el nombre original alterado a diversas formas como Ras Alhagas, Ras Alhagus, Rasalange, Ras al Hangue, Alhague y Alangue. El nombre ocasional de Azalange ha sido relacionado con el título turco para la constelación, si bien parece más probable que también proceda del árabe.
En China esta estrella era conocida como How (‘el Duque’).

## Características físicas
Ras Alhague es una estrella blanca de tipo espectral A5, un poco más brillante que lo que corresponde a su temperatura de 8500 K, por lo que en vez de una estrella de la secuencia principal se la clasifica como gigante. Se piensa que recientemente ha consumido su hidrógeno interno y que comienza las últimas etapas de su vida con un núcleo de helio en contracción. Relativamente cerca del sistema solar —a una distancia de 46.7 años luz—, su luminosidad es 27 veces mayor que la del Sol y posee una incierta masa comprendida entre 2 y 4 masas solares. Asimismo, parece que es ligeramente variable con una fluctuación de brillo de 0.11 magnitudes, recibiendo la denominación de variable provisional NSV 9189.
Por otra parte, Ras Alhague es una estrella binaria cuya tenue compañera, visualmente a medio segundo de arco, completa una órbita alrededor de la estrella principal cada 8.7 años. La separación aproximada entre ambas es de 7 au. La masa de la estrella acompañante es ligeramente mayor de 0.5 masas solares.